# Verfassung der Türkischen Republik Nordzypern
Die Verfassung der Türkischen Republik Nordzypern (türkisch Kuzey Kıbrıs Türk Cumhuriyeti Anayasası) ist die Verfassung der Türkischen Republik Nordzypern (TRNZ), die nur von der Türkei als Staat anerkannt wird. Die Europäische Union betrachtet dieses Gebiet als von türkischen Besatzungstruppen besetzten Teil der Republik Zypern.
Mit der Ratifikation durch Referendum trat die von einer Verfassunggebenden Versammlung (Kurucu Meclis) ausgearbeitete Verfassung am 5. Mai 1985 in Kraft. Hierbei wurde eine Mehrheit von 70,6 erreicht. Die Verfassung der TRNZ ähnelt der Verfassung des Türkisch-Zyprischen Bundesstaates von 1975, enthält jedoch mehrere Übergangsbestimmungen, welche den Aufbau der Türkischen Republik Nordzypern regeln.